# Hagen, Gävle kommun
Hagen är en bebyggelse sydväst om Valbo i Gävle kommun. Området klassades 2023 av SCB till en separat småort.